# Partido judicial de Santa Coloma de Farnés
El Partido judicial de Santa Coloma de Farnés es uno de los 49 partidos judiciales en los que se divide la comunidad autónoma de Cataluña, siendo el partido judicial n.º 5 de la provincia de Gerona.
El ámbito territorial, que viene regulado por el Real Decreto 529/1983, de 9 de marzo, comprende las localidades de Amer, Anglés, Arbucias, Breda, Bruñola, Caldas de Malavella, La Cellera de Ter, Espinelvas, Hostalrich, Massanet de la Selva, Massanas, Osor, Riudarenas, Riudellots de la Selva, San Felíu de Buxalleu, San Hilario Sacalm, San Julián del Llor y Bonmatí, Santa Coloma de Farnés, Sils, Susqueda, Vidreras, Viladrau y Viloví de Oñar.
La cabeza de partido y por tanto sede de las instituciones judiciales es Santa Coloma de Farnés. Cuenta con cuatroJuzgados de Primera Instancia e Instrucción.